# 科切里尔·拉曼·纳拉亚南
科切里爾·拉曼·納瑞亞南（Kocheril Raman Narayanan，1921年2月4日—2005年11月9日）
，生于印度喀拉拉邦，1992年至1997年任副总统兼联邦院议长，1997年7月当选为第10任印度總統，2002年卸任。享有印度“平民总统”和“工作总统”美誉，是印度第一位“贱民”（达利特人）種姓出身的总统。
1949年納瑞亞南應尼赫魯的要求，進入印度外事部工作，而後在仰光、東京、倫敦、坎培拉和河內的印度大使館工作，1967年後曾出任印度駐泰國、英國、土耳其大使和印度駐華大使，1980年至1984年間出任印度駐美國大使，被尼赫魯稱為該國最好的外交官之一。後歷任國務部長、副總統以至總統等要職。
2005年11月9日，因急性肺炎引发并发症在新德里病逝，终年84岁。在其遺體火化後，他的骨灰分別撒入恆河以及喀拉拉邦的巴拉塔普扎河中。